# Стратегическое управление
Стратегическое управление (стратегический менеджмент) — функция управления, направленная на долгосрочные цели и действия, а также комплекс долгосрочных мер и подходов по улучшению жизнеспособности и мощи лица или группы лиц по отношению к их конкурентам. 
Формулировка стратегии — образа действий, и её чёткий инструментарий являются ядром управления и важным признаком хорошего менеджмента.
В области управления стратегическое управление включает формулирование и реализацию основных целей и инициатив, предпринимаемых высшим руководством организации от имени владельцев, на основе учёта ресурсов и оценки внутренней и внешней среды, в которой работает организация.
Стратегия в смысле стратегического управления организацией — образ организационных действий и управляющих подходов, используемых для достижения организационных задач и целей организации.

## История
Понятие стратегического управления в контексте менеджмента организации введено в обиход, на стыке 1960-х — 1970-х годов, для того, чтобы отражать отличие управления, осуществляемого на высшем уровне, от текущего управления. В 1965 году Игорь Ансофф подверг сомнению прежние методы долгосрочного планирования и предложил модель стратегического планирования. Хотя в создание стратегического менеджмента как новой дисциплины внесли вклад многочисленные авторы, к пионерам относят Альфреда Чандлера (англ. Alfred D. Chandler, Jr.), Филипа Зельцника (англ. Philip Selcnik), Игоря Ансоффа и Питера Друкера.
Создано десять существенно отличных систем знаний о стратегическом управлении, носящих названия «Школы стратегического менеджмента»:
1. Школа дизайна — формирование стратегии как процесс осмысления
2. Школа планирования — формирование стратегии как формальный процесс
3. Школа позиционирования — формирование стратегии как аналитический процесс
4. Школа предпринимательства — формирование стратегии как процесс предвидения
5. Когнитивная школа — формирование стратегии как ментальный процесс
6. Школа обучения — формирование стратегии как развивающийся процесс
7. Школа власти — формирование стратегии как процесс ведения переговоров
8. Школа культуры — формирование стратегии как коллективный процесс
9. Школа внешней среды — формирование стратегии как реактивный процесс
10. Школа конфигурации — формирование стратегии как процесс трансформации

## Элементы и содержание
Пять элементов стратегии (по Минцбергу, «пять П») — план, позиция, приём, «паттерн действий», перспектива.
Содержание стратегического управления:
- анализ внешней среды фирмы,
- анализ её внутренней обстановки
- формирование миссии и целей организации,
- выбор и разработка стратегии на уровне стратегической зоны хозяйствования или деятельности,
- анализ портфеля (для диверсифицированной фирмы),
- проектирование организационной структуры,
- выбор степени интеграции и систем управления,
- управление комплексом «стратегия — структура — контроль»,
- определение нормативов поведения и политики фирмы в отдельных сферах её деятельности,
- обеспечение обратной связи результатов и стратегии компании,
- совершенствование стратегии, структуры, управления.

Основные этапы стратегического менеджмента:
- определение сферы бизнеса и разработка назначения организации,
- трансформация назначения в частные долговременные и краткосрочные цели деятельности,
- определение стратегии достижения целей деятельности,
- разработка и реализация стратегии,
- оценка деятельности, слежение за ситуацией и введение корректирующих воздействий.

По Ансоффу особое значение в стратегическом управлении в условиях изменчивой имеет определение и развитие диапазонов потенциальных возможностей организации — функционального потенциала и потенциала общего руководства.

## Стратегический анализ
Стратегическое управление тесно взаимосвязано с анализом, на основе которого принимаются существенные решения в краткосрочной и долгосрочный перспективе. Анализ предполагает выделение и изучение как отдельных объектов исследования, так и общей ситуации. Но при использовании анализа стратегия — это не детальный план или набор инструкций, а общая концепция. Она обеспечивает согласование всех решений и целей и задаёт направление действиям индивидуума или организации. Основная задача стратегического управления — определение ключевых ресурсов, чтобы достичь поставленных целей, принимая во внимание текущую ситуацию на рынке, а также построить соответствующую систему для её успешной реализации.
Грант выделяет четыре элемента успешной стратегии:
- Долгосрочные и согласованные цели — чёткое и ясное понимание того, к чему устремлены все действия, то есть конечная цель деятельности.
- Глубокое понимание окружения — проницательность в оценке условий, в которой находится компания или индивид, конкретное окружения и внешние факторы.
- Объективная оценка ресурсов — глубокое понимание и использование имеющихся ресурсов (финансовые, человеческие, творческие, управленческие).
- Эффективное воплощение в жизнь — способность следовать стратегии, совмещённая с гибким подходом и адаптацией к неожиданным обстоятельствам[2].

Грант также выделяет основную схему стратегического анализа: стратегия базируется на связи интересов фирмы (её целей и принципов, ресурсов и возможностей, структуры и системы) с бизнес-окружением (конкуренты, клиенты, поставщики).
Фирма <––> Стратегия <––> Бизнес-окружение
Главные же причины неудач или полного ухода с рынка многих компаний; по мнению Гранта заключаются в несогласованности со внешними факторами, либо несоответствующее внутреннее состояние фирмы.